# Hagelprozession

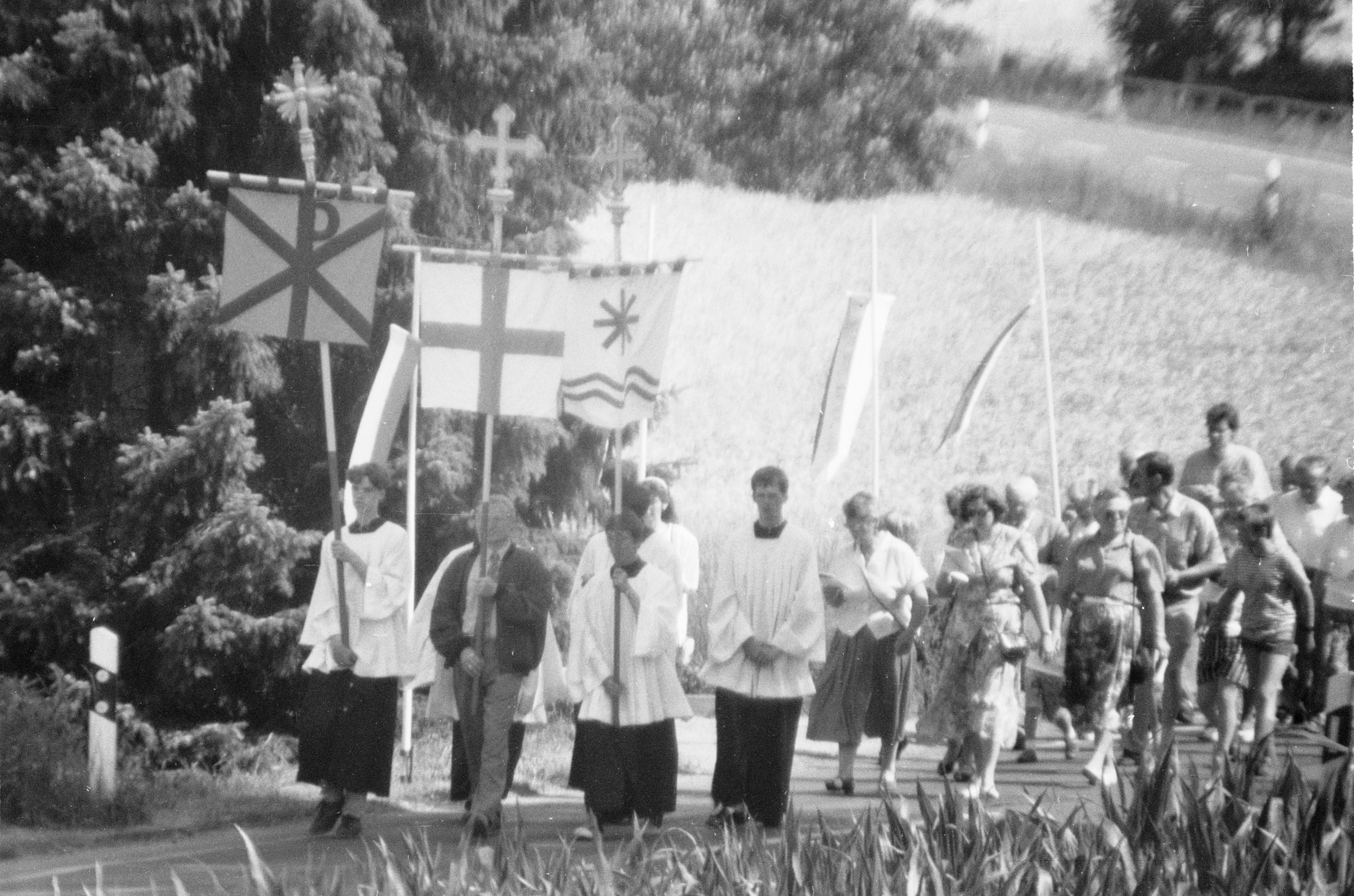
Hagelprozession in Ostbevern 1992

Hagelprozessionen als Sonderform der Bittprozessionen sind christliche Flurumgänge, bei denen für eine gute Ernte und das Ausbleiben von Schäden gebetet wird, besonders von Hagelschäden. Anders als das Wetterläuten, das als apotropäische Handlung der unmittelbaren Gefahrabwehr dienen soll, ist die Hagelprozession ein wiederkehrender Ritus im Jahr. An einigen Orten ist ein Gelübde nach Hagelschaden als Ursprung für die örtliche Hagelprozession nachweisbar. In katholischen Gemeinden im Münsterland und in Süddeutschland sind die Hagelprozessionen bis heute fester Bestandteil des kirchlichen Lebens.
Die Bezeichnungen für die Prozession sind regional unterschiedlich. In Bayern spricht man von Schauerprozession am „Schauerfreitag“. Mancherorts sind auch die Begriffe Hagelfeier oder „Prozession am Hagelfeiertag“, Feld- oder Flurprozession oder „große Prozession“ üblich.

## Geschichte

### Ursprünge
In der Antike wurden in vielen Kulturen Unwetter als Strafe der Götter für menschliche Freveltaten angesehen. Um sie abzuwenden, suchte man durch Opferriten die überirdischen Mächte günstig zu stimmen, um gutes Wetter für gutes Wachstum und eine reiche Ernte herbeizuführen und Schaden von den Feldern fernzuhalten. Gedeihliches Wetter in der Wachstumsperiode von Juni bis September entschied darüber, ob im späten Winter und im nächsten Frühjahr noch genügend Vorräte für Mensch und Tier vorhanden sein würden oder ob Hunger und damit Krankheit, Tod und Armut zu befürchten waren. Hagelschlag konnte bis zur Gründung von Hagelversicherungen im 19. Jahrhundert den Ruin landwirtschaftlicher Betriebe und Familien bedeuten.
Bereits in der frühen Kirche waren Bittprozessionen bekannt. Der heilige Johannes Chrysostomos ordnete im April 399 wegen anhaltenden Regens einen Bittgang an („Litaneien“ genannt, weil sie von inständigem Bittgebet und dem Gesang der Allerheiligenlitanei, bei der jede Anrufung wiederholt wurde, begleitet waren). Die „kleinen Bittprozessionen“ an den drei Bitttagen vor Christi Himmelfahrt wurden 470 vom Bischof von Vienne, Mamertus (einem der Eisheiligen) eingeführt und verbreiteten sich zunächst in Gallien; in Rom fanden sie unter Papst Leo III. (795–816) Eingang.

### Entwicklung in der frühen Neuzeit
Der örtliche Ursprung und die Entwicklung der in der Barockzeit in Deutschland verbreiteten Hagelprozession ist nicht erforscht, germanische Wurzeln sind umstritten.
Die Hagelprozessionen und andere Flurumgänge wurden, so der Brauchtumsforscher Manfred Becker-Huberti, „oft unter Ausschluss des Pfarrers“ abgehalten und verkamen „zu wilden Aktionen mit reichlich Alkoholzufuhr“. Solche Prozessionen begannen nach Mitternacht und dauerten viele Stunden. Der Klerus war entweder gar nicht beteiligt oder aber nur punktuell, indem an den Unterwegsstationen kurze Predigten gehalten wurden oder der Priester der Prozession auf dem letzten Stück mit dem Allerheiligsten entgegenkam.
In Bösensell dauerte 1662 ein Flurumritt am Tage vor dem Fest Johannes’ des Täufers von morgens 4 bis etwa 14 Uhr; Pfarrer Johannes Beckhaus berichtete bei einer bischöflichen Visitation, dass bei dieser processio incongrua („ungeordneten Prozession“) dem Allerheiligsten nicht die nötige Ehrfurcht erwiesen werde. In Marl erhielten die dortigen Schützen für ihre polizeiartige Mithilfe und ihren Aufwand bei der Hagelprozession im 18. Jahrhundert eine Tonne Bier als Vergütung.
Der Münsteraner Fürstbischof Christoph Bernhard von Galen ordnete 1616 die Verschmelzung von Fronleichnamsprozession und Hagelfeier an, auch um die Verehrung der Eucharistie durch häufigere Mitfeier der Heiligen Messe und nicht durch ausgedehnte Prozessionen auszudrücken. Er setzte damit die Absicht des Konzils von Trient (1545–1563) um, „die weltlichen Einflüsse bei der Heiligenverehrung und den Prozessionen zu bekämpfen und den Kult insgesamt auf das von dem Konzil gewünschte Ausmaß festzulegen“ und den in agrarisch strukturierten Gesellschaften lebendigen „Aberglauben, das Hoffen auf Hilfe durch übersinnliche Erscheinungen in pseudoreligiösen Bereichen“ zurückzudrängen.
Fürstbischof Bernhards Anweisungen wurden jedoch nur zögernd befolgt. 1662 fanden etwa in Ostbevern noch zwei Prozessionen statt: eine Hagelfeier am Tag nach Christi Himmelfahrt und eine zweite Prozession am Freitag vor dem Fest Johannes’ des Täufers, also auch nicht am Fronleichnamsfest. In Lippramsdorf wurde die jährliche Prozession in der Oktav von Fronleichnam 1662 nach Mitteilung von Pfarrer Wüllen volkstümlich („vulgo“) Hagelfeier genannt.
Jedoch nahmen bis zum Ende des 18. Jahrhunderts Prozessionen und Wallfahrten im Münsterland wieder zu. Mit dem Aufkommen der Katholischen Aufklärung um diese Zeit wurden seitens des Bischofs und der Ortsgeistlichen Andachtsformen rationalisiert, Wallfahrten und Prozessionen hinsichtlich Zahl, Dauer und Gestaltung eingeschränkt, da die Erfahrung lehre, dass Wallfahrten „sowohl in ökonomischer und physischer als auch in religiöser und moralischer Hinsicht nachteilig und verderblich für manche Wallfahrer wirken und vielfältigen Unfug und Ärgernis veranlassen“. Vielerorts geschahen diese Einschränkungen gegen den Willen des Kirchenvolks. Mit mehreren Erlassen wurden die Prozessionen in den Gemeinden auf jährlich eine, nur ausnahmsweise zwei beschränkt; die Hauptprozession sollte in jeder Gemeinde am Fronleichnamstag gehalten werden, daneben war eine weitere Prozession „zur Abwendung des Brandes, Hagelschlags, Mißwachses usw“. gestattet, die am dritten Sonntag nach Dreifaltigkeit stattfinden sollte.
In der Eifel war im 17. und 18. Jahrhundert die Hagelprozession mancherorts verboten worden, und noch 1830 ordnete der Trierer Bischof v. Hommer an, dass die Prozession zum Stadtbrunnen in Hillesheim (Eifel) am Vigiltag zum Johannistag, dem Rest der ehemals dreitägigen Hillesheimer Hagelfeier, künftig als unschicklich unterbleiben solle.
Nach der Reformation wurden die Hagelprozessionen in evangelischen Gebieten teilweise in Erntebittgottesdienste umgewandelt. Württembergs König Wilhelm I. hatte in den Hungerjahren 1815 bis 1817 den Feiertag angeregt, der in der gesamten Evangelischen Landeskirche in Württemberg wahrgenommen wurde – „mit Hungersuppe, Bratwürsten und einem kühlen Trunk“ – und heute örtlich als Gemeindefest weiterbesteht, etwa in Honhardt.

## Termin und Patronate
Der Zeitraum um die Sommersonnenwende, in den auch der Johannistag (das Hochfest der Geburt des Hl. Johannes des Täufers) am 24. Juni fällt, ist der Zeitpunkt der Getreidereife, in der Hagelschlag besonders folgenreich für die Ernte sein kann. Daher ist die Hagelprozession dem Johannislostag zugeordnet. Neben Hagel waren auch hochsommerliche Gewitter mit Blitzeinschlägen und Schadenfeuer im dörflichen Umfeld häufige Katastrophen, gegen die die Menschen sich mit Gottes Hilfe schützen wollten. Das Fest der heiligen Anna, einer volkstümlichen Schutzpatronin gegen Gewitter, fällt am 26. Juli in die Zeit der sommerlichen Hundstage.
Nach einer anderen Deutung werden die heiligen Märtyrer Johannes und Paulus als Wetterheilige angesehen; an ihrem Gedenktag am 26. Juni fanden Hagelprozessionen und Schauerfeiern statt.
Auch der „Katakombenheilige“ Donatus von Münstereifel wird in der Eifel und im Raum um Köln als Patron gegen Blitz, Unwetter und Feuer verehrt. Seine Reliquien wurden im Jahr 1652 dem Jesuitenkolleg zu Münstereifel übergeben, sein Fest ist am 30. Juni. Noch 1949 wurden in einigen Eifelorten im Sommer „Donatusmessen“ gefeiert, vielleicht als Ersatz für frühere Hagelprozessionen: Seit 1729 hatten nämlich die Jesuiten bei Volksmissionen die (Johannes-)Hagelfeier verteufelt und ihren Hausheiligen Donatus als unübertrefflichen Wetterpatron empfohlen.
Es ist daher nicht erstaunlich, dass beispielsweise im westfälischen Ostbevern eine traditionelle Segensstation der dortigen Hagelprozession, die vierte, eine Donatusstatue ist. Die weiteren Segensstationen waren dort, neben einem Flurkreuz, der Gottesmutter Maria und der heiligen Anna, der Schutzpatronin gegen Gewitter geweiht.
Im Münsterland ist der traditionelle Termin für die Hagelprozessionen meist der zweite Sonntag nach Fronleichnam (= dritter Sonntag nach Pfingsten).
Im Rheinland hatten auch Prozessionen an den Bitttagen in den Tagen um Christi Himmelfahrt den Charakter von Hagelprozessionen; der Dienstag wurde in Opladen als „Hagelfeyertag“ bezeichnet, der Freitag war in Langenfeld (Rheinland) der „Hagelfreitag“: „Um den Segen Gottes flehten die Menschen auch, indem sie am Tag nach Christi Himmelfahrt den 'Hagelfreitag' mit Messe, Predigt, Prozession, Vesper und Austeilung der Brote begingen.“ Auch im münsterländischen Ostbevern ist für das Jahr 1662 eine „Hagelfeier“ am Freitag nach Christi Himmelfahrt belegt. In der Landshuter Gegend heißt der Freitag nach Christi Himmelfahrt mit Feldumgängen „Schauerfreitag“, in Baden wurde der gleiche Tag „Hageltag“ genannt.

## Heutige Praxis
Vielerorts ist die Hagelprozession heute eine „eucharistische Wetterprozession“, bei der die Kirchengemeinde betend und singend durch die Felder zieht. Der Priester trägt, unter einem Baldachin gehend, die Monstranz mit dem Allerheiligsten. Unterwegs werden Litaneien, der Rosenkranz, Psalmen und andere Wechselgesänge gebetet oder gesungen.
An mehreren Stationen oder „(Segens-)Altären“, zumeist Flurkapellen („Prozessionshäuschen“) oder Flurkreuzen, oft auch Hagelkreuze genannt, hält die Prozession an, eine Perikope aus dem Evangelium wird vorgetragen, es werden Fürbitten gesprochen und der sakramentale Segen erteilt. Meist zieht die Prozession nach einer Heiligen Messe in der Pfarrkirche aus. Alternativ wurde mancherorts eine Votivmesse zur Abwendung von Hagel und Unwetter unterwegs oder am Zielort gefeiert. Eine solche Messfeier wird gelegentlich auch als Schaueramt bezeichnet, so in der Oberpfalz und in der Obersteiermark.
Gegen Ende des 20. Jahrhunderts sind etliche Hagelprozessionen aufgegeben worden, andere zu „Hagelfeiern“ in Form einer Heiligen Messe im Freien ohne Prozession, etwa auf geeigneten Plätzen im Ort oder an einer Kapelle o. Ä. außerhalb des Ortes, umgewandelt worden. In mehreren Gemeinden, vornehmlich des Münsterlandes, bestehen sie jedoch weiter.

## Einordnung des Brauchtums
Die Hagelprozessionen gehören zu den pia exercitia (fromme Übungen). Nach dem Kirchenrecht (Codex Iuris Canonici) von 1917 galten als Prozessionen nur solche Bittgänge, die „unter Führung des Klerus veranstaltet“ wurden (ca. 1290 § 1). Wenn keine Kleriker anwesend waren oder wenn sie nicht die Führung innehatten, konnte nach einer Entscheidung der Ritenkongregation nicht von einer Prozession gesprochen werden.
Das Rituale Romanum in der Fassung, die bis zum Zweiten Vatikanischen Konzil Gültigkeit hatte, sah Gebetsordnungen für „außerordentliche Prozessionen“ unter anderem um Regen, um gutes Wetter und gegen Unwetter vor.
Die seit 1969 geltende Regelung der römisch-katholischen Kirche überlässt es den Ortsbischöfen, festzulegen, wann und in welcher Form regelmäßige Bittprozessionen stattfinden. Im deutschen Sprachgebiet sollen die Bittgottesdienste (mit oder ohne Prozession) nach Möglichkeit erhalten und „alle wesentlichen Bereiche und Gefährdungen des gegenwärtigen Lebens“ ins Gebet einbezogen werden.